# تانگ چونلینگ
تانگ چونلینگ (انگلیسی: Tang Chunling؛ زادهٔ ۲۴ ژوئن ۱۹۷۶) ورزشکار هاکی روی چمن اهل چین است.
وی در مسابقات کشوری و بین‌المللی در مجموع برندهٔ ۱ مدال طلا، ۲ مدال نقره شده‌است.